# Martin Feldstein
Pour les articles homonymes, voir Feldstein.
Martin Stuart « Marty » Feldstein (25 novembre 1939 - 11 juin 2019) est un économiste américain. Il a été professeur d'économie George F. Baker à l'université Harvard et président émérite du National Bureau of Economic Research (NBER). Il est président et chef de la direction du NBER de 1978 à 2008 (à l'exception de 1982-1984). De 1982 à 1984, Feldstein est président du conseil des conseillers économiques et conseiller économique en chef du président Ronald Reagan. Il a également été membre du Group of Thirty, organe consultatif financier basé à Washington, depuis 2003.
Il est considéré comme un des pères de l'économie de la santé, à côté de Kenneth Arrow. Il est aussi connu pour ses travaux du paradoxe de Feldstein et Horioka, l'économie publique, la popularisation du concept déficits jumeaux, etc.

## Biographie

### Vie privée et formation
Feldstein est né à New York dans une famille juive et obtient son diplôme du lycée South Side à Rockville Centre, à New York. Il termine ses études de premier cycle à l'université Harvard (BA, Summa Cum Laude, 1961), où il est affilié à Adams House, puis à l'université d'Oxford (B. Litt., 1963; MA, 1964; D. Phil., 1967).
Feldstein vit avec sa femme Kathleen, qui est également économiste. Ils ont eu deux filles et quatre petits-enfants.

### Carrière
Il est Lecturer in Public Finance entre 1965-67 à l'université d'Oxford et chercheur au Nuffield College d'Oxford de 1964 à 1965, boursier officiel de 1965 à 1967, puis boursier honoraire du collège. Il devient professeur à Harvard University à 1967 . Et c'est là qu'il fait l'essentiel de sa carrière comme enseignant.
Feldstein est chercheur à American Academy of Arts and Sciences, British Academy, Econometric Society et National Association of Business Economists. Il est membre du conseil consultatif académique de l'American Enterprise Institute. Il reçoit plusieurs prix et honneurs: en 1977, il reçoit la John Bates Clark Medal. En 2011, il est inclus dans le classement des 50 personnes les plus influentes dans la finance mondiale du Bloomberg Markets Magazine .
En 2005, Feldstein est largement considéré comme un candidat de premier plan pour succéder à Alan Greenspan à la présidence du conseil de la Réserve fédérale. Cela est en partie dû à sa notoriété dans l'administration Reagan et à sa position de conseiller économique pour la campagne présidentielle de Bush. Le New York Times écrit un éditorial appelant Bush à choisir Feldstein ou Ben Bernanke en raison de leurs compétences .
Le 6 février 2009, Feldstein est annoncé comme l'un des conseillers du président américain Obama au sein du conseil consultatif du président sur la reprise économique . Il siège au conseil consultatif du président sur la reprise économique de 2009 à 2011.
Il est aussi consultant auprès du département de la Défense des États-Unis .
Il siège au conseil d'administration du Council on Foreign Relations, de la Commission trilatérale, du Groupe des 30 et du Comité national sur les relations entre les États-Unis et la Chine . Feldstein est invité à participer aux conférences annuelles du groupe Bilderberg en 1996, 1998, 1999, 2001, 2002, 2003, 2005-2008 et 2010 à 2015. Il est également membre du conseil international JP Morgan Chase. Il siège au conseil d'administration d'Eli Lilly and Company.
En 2017, Feldstein rejoint un petit groupe d '"anciens hommes d'Etat républicains" proposant que les conservateurs adoptent des taxes sur le carbone, avec une ristourne totale sur les revenus, avec une dividende forfaitaire, comme politique de lutte contre le changement climatique. Le groupe comprend également James A. Baker III, Gregory Mankiw, Henry M. Paulson Jr. et George P. Shultz .

## Contributions académiques

### Enseignement et encadrement
Personnage bien connu sur le campus de Harvard, Feldstein donne le cours introductif d'économie "Analyse sociale 10: principes de l'économie" pendant vingt ans, remplacé par Gregory Mankiw. La classe (depuis renommée Economics 10) est régulièrement la classe la plus nombreuse à Harvard.Il a aussi enseigné la politique économique américaine et l'économie du secteur public au Harvard College.
L'impact de Feldstein est également dû à son encadrement  des générations d'étudiants qui sont dans les plus hautes sphères du gouvernement et des universités : Larry Summers, ancien président de Harvard et secrétaire au Trésor des États-Unis; David Ellwood, doyen de la John F. Kennedy School of Government; et James Poterba, professeur au Massachusetts Institute of Technology et membre du comité consultatif sur la réforme fiscale de Bush. Lawrence Lindsey, ancien conseiller économique principal de Bush, a rédigé sa thèse de doctorat sous Feldstein, tout comme Harvey S. Rosen, ancien président du Conseil des conseillers économiques du président de George W. Bush, Douglas Elmendorf, ancien directeur du Congressional Budget Office, José Piñera, secrétaire au Travail et de la Sécurité sociale au Chili lors de la privatisation des retraites en 1980-1981, Jeffrey Sachs, directeur du Earth Institute de l'université Columbia, et Glenn Hubbard, premier président du conseil de George W. Bush et désormais doyen de la Columbia Business School.
Il a dirigé la thèse des beaucoup d'économistes célèbres aujourd'hui : Harvey S. Rosen, Eli Noam, Jeffrey Sachs, Joel Slemrod, Douglas Elmendorf, Jeffrey Liebman, Raj Chetty, etc.
Le leadership de Feldstein a influencé la qualité de la recherche en dehors de ses propres publications et ses étudiants via le NBER. Il a été nommé président du NBER en 1977 et, outre ses années de service au CEA, il a exercé ce rôle jusqu'en 2008. Il a transformé cette organisation, en faisant d'elle une institution majeure en économie aujourd'hui. Elle est aujourd'hui associé à près de 1 600 universitaires. Il a lancé l'Institut d'été du NBER et des réunions régulières des groupes de programme, et a promu les documents de travail du NBER en tant que vecteur important de diffusion de la recherche économique. Il a lui-même été l'auteur ou le coauteur de 165 documents de travail du NBER et a édité 19 livres du NBER .

### Apport à la science économique
Feldstein a été le premier à utiliser les données recueillies auprès d’enquêtes sur les ménages et de bases de données d’entreprises pour étudier un large éventail de questions de politique publique. Il a joué un rôle clé dans la définition des domaines modernes de l'économie publique et de la santé. Sa thèse, qui analysait l'efficacité du National Health Service au Royaume-Uni, a permis de lancer le domaine de l'économie de la santé. Ses recherches sur la sécurité sociale et l'assurance-chômage ont attiré l'attention sur les effets de ces programmes sur l'épargne, la retraite et l'offre de main-d'œuvre. Il a décrit l'incidence des taxes sur le comportement des ménages et des entreprises, en particulier sur la manière dont les taxes sur l'investissement et l'épargne pourraient décourager l'accumulation de capital et ralentir la croissance économique à long terme.